# Byrrhinus hargreavesi
Byrrhinus hargreavesi är en skalbaggsart som först beskrevs av Maurice Pic 1935.  Byrrhinus hargreavesi ingår i släktet Byrrhinus och familjen lerstrandbaggar. Inga underarter finns listade i Catalogue of Life.